# Чешка хроника
Чешка хроника, Козмова хроника или Козмова хроника чешке (лат. ориг. Chronica Boemorum, у буквалном преводу „Хроника Чеха”), је најстарија чешка хроника која се односи на историју Чеха. Првобитан текст је написан на латинском а аутор је био Козма Прашки декан у цркви Светог Вида у Прагу.

## Козмова хроника у контексту савремене европске писмености и идеолошка намера
Козмова Чешка хроника спада у круг средњовековних хроника које су у својим схватањима рефлектовали настанак средњовековних народа и држава које су обично означаване као народне хронике. Ове хронике нису само садржале историје ових народа и њихових сраних држава већ такође и одређен политички програм који је са тим у вези спајан. Већина ових хроника тежи да објасни и политички програм политичког стања који је формиран поставом кнеза (краља) и властелинском политичком репрезентацијом. Због тог се не ради само о бележењима фактографија кроз историју већ најзначајнији део се односи на идеолошки значај. У случају Козме он се труди да оправда пре свега на право Чеха на територије које су заузели, да објасни институцију кнеза као и да објасни какву улоду игра властела и он на овај начин формулише патриотску функцију држеве.
Поред поставе кнеза, ту је чешка властела, чешко рано племство која треба да постане ослонац чешке државности и у доба Козмине савремености када су се на кнежевским троновима смењивали пшемисловићки кнежеви и ово унутрашње слабљење искоришћавали би римски цареви респективно пољски владари на рачун посезања у чешке надлежности.

## Читатељи Чешке хронике
Поред образованог клера ту се ради претежно о богатој властелинској елити која је стварала политичку историју Пшемисловићке државе. Неда се претпоставити да би ови трабали да знају да читају и они би спадали пре у слушаоце Козмове хронике. Као доказ утицаја Козмовог дела на тадашње политичко мишљење се наводи декорација знојемске ратонде Свете Катарине која је настала као подстицај кнеза Конрада II само кратко после настанка хронике где је саображена пшемисловићка историја тачно према причама у хроници.

## Литерарни стил
Козмино дело се не може чисто стилски сматрати за хронику. Ту се пре ради о хибриду између хронике и историје. Аутор је сачувао хронолошки поредак према годинама и само у одређеним случајевима у млађим добима се разписује у дугачке пасусе и причама које својом дужином и стичом пресежу стил хронике.

## Литерарни и стилски узори
Козма је пре свега у Лијежу добио високо образовање и био је упознат са највећим литерарним делима својега доба. Као главни узор му је послужичо дело Регинона из Пурма из кога је преузимао делове и целе реченице. Поред овог употребио је и неке пасаже из „Вита Ламберти” из 10. века које је написао бискуп Штепан. Поред тога сасвим је јасно да је Козма познавао дела антике као Хорација, Овидија, и Вергилија о ако није сасвим сигурно да их је збиља читао или пре користио колујуће цитате у средњем веку, коментаре и одломке из дела ових аутора.